# Jean-Marie Saisset
Pour les articles homonymes, voir Saisset.
Jean-Marie Saisset (ou de Saisset, usuellement appelé l'amiral Saisset), né le 13 janvier 1810 à Paris 1er, mort le 24 mai 1879 à Paris 8e, est un officier de marine et homme politique français.
Contre-amiral puis vice-amiral, il s'illustre pendant la guerre de 1870 en commandant les troupes de marine, en dirigeant la défense des forts de l'Est de Paris, et réussit l'attaque du plateau d'Avron.
Élu député en 1871 et nommé général en chef de la garde nationale de Paris au début de la Commune de Paris, il tente une difficile médiation entre Paris et le gouvernement réfugié à Versailles. Il réussit un accord avec la Commune sur la base du mandat que lui a donné le gouvernement, mais il est désavoué par l'Assemblée nationale qui refuse toute concession. Après l'échec des négociations, Saisset démissionne de la garde nationale et reprend place à l'Assemblée nationale. Il y siège au centre, d'abord au centre gauche puis au centre droit.

## Biographie

### Jeunesse
Jean-Marie Joseph Théodose Saisset, né le 13 janvier 1810, est le fils du négociant Pierre-Joseph Saisset, appelé plus tard Pierre-Joseph de Saisset, et de Marie Joséphine Félicité de Lardemelle ; il est le neveu du député Jean Baptiste Joseph de Lardemelle.
Il suit ses études primaires à Nancy puis à Paris, entre ensuite au collège royal de Bourbon, suit la classe de Mathématiques supérieures et intègre à 15 ans l'école de la marine royale à Angoulême.

### Officier de marine
En septembre 1827, il est aspirant de 2e classe et embarque sur la Victorieuse pour le Levant, puis sur la Proserpine pour le blocus d'Alger. Nommé en 1829 aspirant de 1re classe sur l'Atride, il prend part successivement à la prise d'Alger (1830) et à la campagne de l'Adriatique (1831). Il sert au Levant comme enseigne de vaisseau, puis est second sur la Lionne et participe à diverses opérations en Algérie. Il retourne au Levant en 1835, puis est officier de manœuvre dans l'escadre de la Méditerranée.
Saisset est nommé en avril 1837 lieutenant de vaisseau, second du Ducouédic en 1838, puis en 1839 commandant de la Mutine en Guadeloupe. En 1841 il devient aide de camp du gouverneur de la Guadeloupe. En octobre 1842, il commande la Loire qu'il emmène de Guyane aux Antilles puis en Afrique du Sud pour une mission économique particulière : il est chargé d'y repérer les meilleurs emplacements de guano et de protéger les navires français qui en récoltent, ce qui lui vaut des félicitations officielles en juillet 1845.
Il devient capitaine de frégate en septembre 1846, second sur l'Iéna ; il commande ensuite l'Alcibiade au Brésil et à La Plata de 1848 à 1850, puis est de nouveau second sur l'Iéna.
Capitaine de vaisseau en février 1852, il prend en août le commandement de la Forte et est chef d'état-major de l'amiral Febvrier Despointes qui commande la division du Pacifique, mais Saisset ne s'entend pas avec son supérieur ; il intervient pour protéger les Français à Guayaquil, puis rentre en France en 1853.
Saisset est nommé en mars 1854 commandant de l'Alger et participe à la guerre de Crimée, où il se distingue particulièrement à l'attaque de Sébastopol en octobre 1854. Il prend le mois suivant le commandement de la marine en baie de Kamiesch, et met en place l'organisation des transports militaires. En juillet 1858, il est nommé gouverneur des établissements français d'Océanie, et commandant de la division navale d'Océanie ; en 1859 il commande la pacification de la Nouvelle-Calédonie et organise les premières structures administratives de ce territoire. Il rejoint ensuite l'escadre d'évolutions où il commande le Saint Louis de 1861 à 1863.

### Amiral, défend Paris
Devenu contre-amiral en mai 1863, Saisset commande en sous-ordre l'escadre d'évolutions.
En 1870, pendant le siège de Paris, l'amiral Saisset commande le groupe des forts de l'Est ; ces forts sont ceux de Romainville, de Rosny, de Noisy et de Nogent. En novembre 1870, il s'illustre à l'attaque du plateau d'Avron qu'il réussit à occuper ; il est alors nommé vice-amiral en récompense de son succès et de son esprit d'initiative,.

### Député, médiateur entre la Commune et le gouvernement
Saisset est élu député de la Seine le 8 février 1871, le 7e sur 43. Il fait partie de la commission parlementaire chargée de suivre les négociations sur les préliminaires de paix.

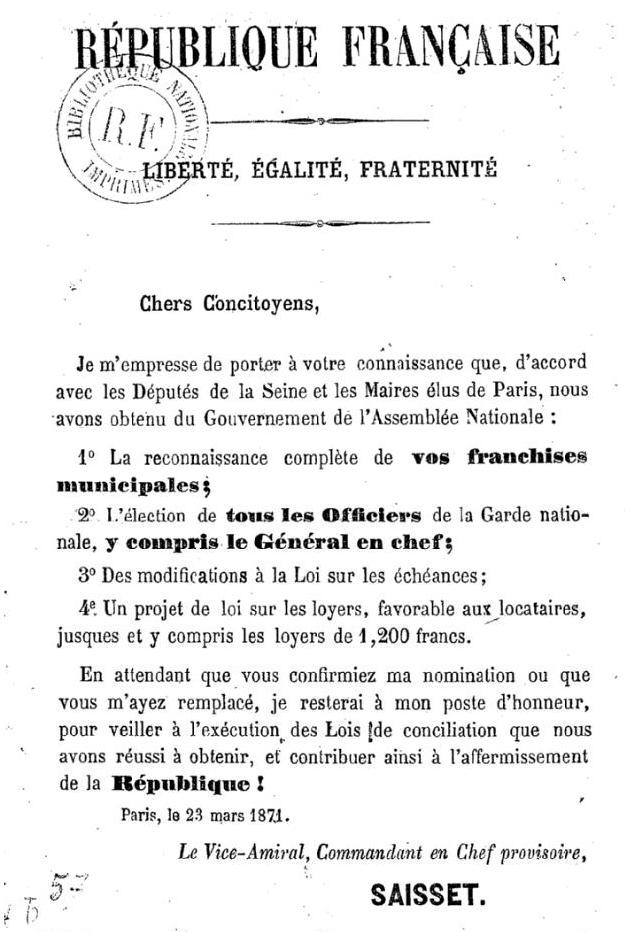
Proclamation aux Parisiens (Affiche, 23 mars 1871)

Au début de la Commune de Paris, le 19 mars, la population veut nommer Saisset à la tête de la garde nationale. L'amiral est populaire dans Paris, pour sa défense de la capitale à la tête des marins. Saisset accepte le commandement sous condition de ratification par le pouvoir exécutif légal ; Thiers le nomme officiellement général en chef de la garde nationale de Paris et de Seine-et-Oise. Saisset tente alors de rallier progressivement la garde nationale, en grossissant les rangs de ceux qui l'entourent, et en gagnant peu à peu et pacifiquement jusqu'au cœur de l'insurrection ; il y parvient partiellement, mais tente vainement de détacher des membres du Comité central pour se les rallier. Il rencontre les maires d'arrondissement, s'assure de leur soutien, et veut adresser le 22 mars une première proclamation aux habitants pour obtenir leur ralliement ; mais les maires ne s'étaient engagés que verbalement et refusent leur signature. Il continue cependant ses négociations pour le rapprochement entre la population insurgée et le gouvernement de Versailles,,.
Le 23 mars, Saisset parvient à ébaucher un accord entre les élus de Paris et le gouvernement ; il élabore une proclamation pour faire afficher sur les murs de Paris le contenu des négociations avec le gouvernement : la reconnaissance des franchises municipales, l'élection de tous les officiers de la Garde nationale, des modifications à la loi sur les échéances, et un projet de loi sur les loyers, particulièrement favorable aux locataires modestes,. Selon Du Camp et selon les dépositions faites à la commission d'enquête ultérieure, la proclamation est publiée sous une forme qui considère comme acquis ce que l'amiral comptait soumettre au vote de l'Assemblée.
La population parisienne est « remplie de joie » en lisant cette affiche. Le Comité central doit reconnaître que satisfaction est donnée aux parisiens ; mais il se montre intransigeant sur la date des élections. À Versailles, une majorité de la Chambre désavoue les concessions faites par Saisset. Les tentatives de conciliation échouent pour ces raisons. Saisset démissionne alors de sa charge de commandant de la garde nationale. Il a eu pour seuls résultats tangibles la libération de plusieurs prisonniers dont le général Chanzy qui était menacé d'exécution, et l'absence d'effusion de sang pendant la semaine de son commandement, ce qui était une de ses principales préoccupations,,,,.
Il revient à Versailles et y « déclare que Paris est dans un état épouvantable et qu'il faut s'attendre à avoir la guerre civile à Paris ». Il reprend sa place à l'Assemblée nationale et y siège au centre gauche. Il vote alors pour l'abrogation des lois d'exil, pour la dissolution des gardes nationales, pour le pouvoir constituant de l'Assemblée, et soutient le gouvernement d'Adolphe Thiers. Il prend parfois la parole, à propos des traités commerciaux, de la marine marchande, des incompatibilités parlementaires. Il est fait Grand officier de la Légion d'honneur le 13 juillet 1872.
À la suite du message du président de la république le 15 novembre 1872, Saisset se rapproche du centre droit et contribue le 24 mai 1873 à la chute de Thiers. Il vote pour le septennat, pour l'état de siège, pour la loi des maires, pour le ministère de Broglie, contre l'amendement Wallon, contre les lois constitutionnelles. Il quitte en 1875 le service actif.
Il ne se représente pas aux élections de 1876. À cette époque, il préside la société d'études pour un chemin de fer de Soissons à Chartres,.

### Décès, inhumation avec son fils
Il meurt le 24 mai 1879, à Paris. 

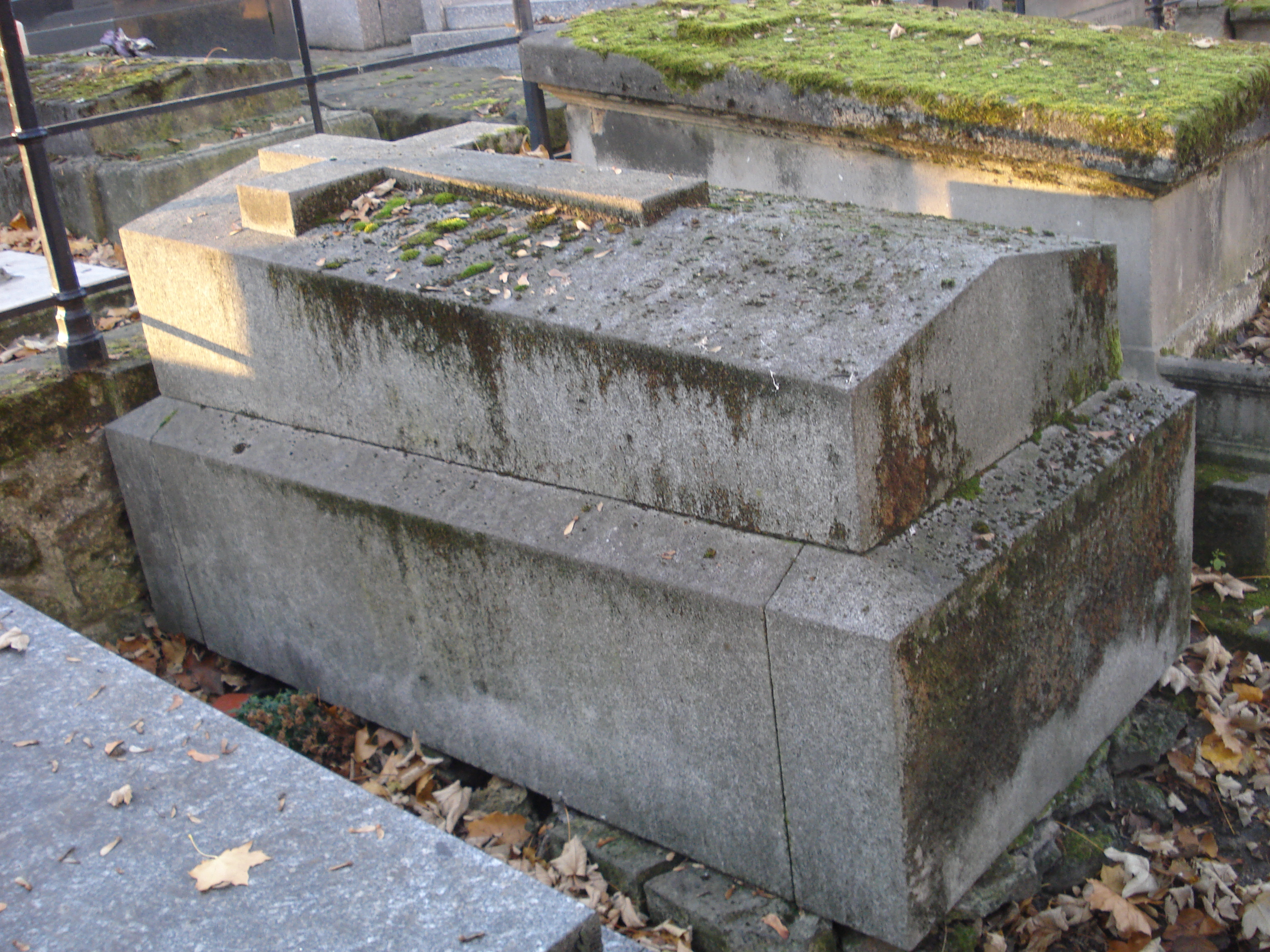
Tombe de l'amiral Saisset et de son fils Edgard, lieutenant de vaisseau - Cimetière Montmartre

Il est inhumé au cimetière Montmartre, 21e division, avenue Cordier (2e ligne), avec son épouse Adélaïde-Armande de Chateaubodeau (1821-1878) et son fils Edgard Saisset, lieutenant de vaisseau tué à l’ennemi le 16 janvier 1871 à l’âge de 24 ans, atteint mortellement par un obus au Fort de Montrouge,. 
On a donné le nom du fils de l'amiral à une rue de Montrouge.

### Bibliographie

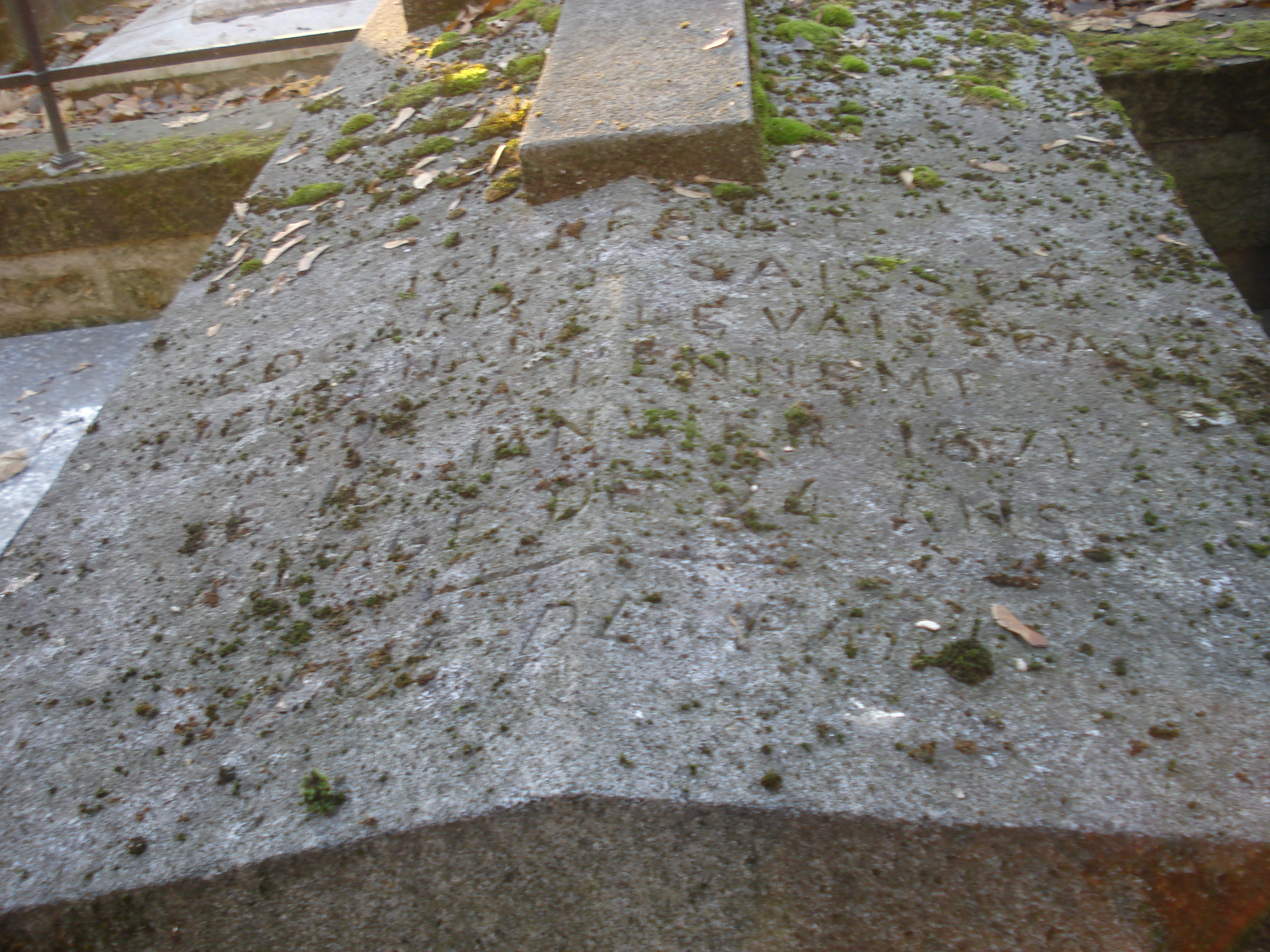
Tombe de l'amiral Saisset et de son fils Edgard, lieutenant de vaisseau, Cimetière Montmartre